# Ulricehamns OK
Ulricehamns OK (abgekürzt UOK) ist ein schwedischer Orientierungslaufverein aus Ulricehamn.
Der Verein wurde am 4. Januar 1955 gegründet. Die Frauenstaffel des Vereins gewann 2004 die Tiomila und 2004, 2005, 2006 und 2009 die Venla. Bei all diesen Erfolgen gehörten Jenny Johansson und die Schweizer Ausnahmeläuferin Simone Niggli-Luder dem Kader an.

## Bekannte Läufer
- Maja Alm (* 1988)
- Ida Bobach (* 1991)
- Fredrik Johansson (* 1986)
- Jenny Johansson (* 1977)
- Matthias Niggli (* 1973)
- Simone Niggli-Luder (* 1978)